# Gabriel Delarue
Pour les articles homonymes, voir Delarue.
Gabriel Delarue, né le 14 mars 1846 à Gannat (Allier) et mort le 26 décembre 1905 à Asnières (Hauts-de-Seine, alors département de la Seine), est un homme politique français.

## Biographie

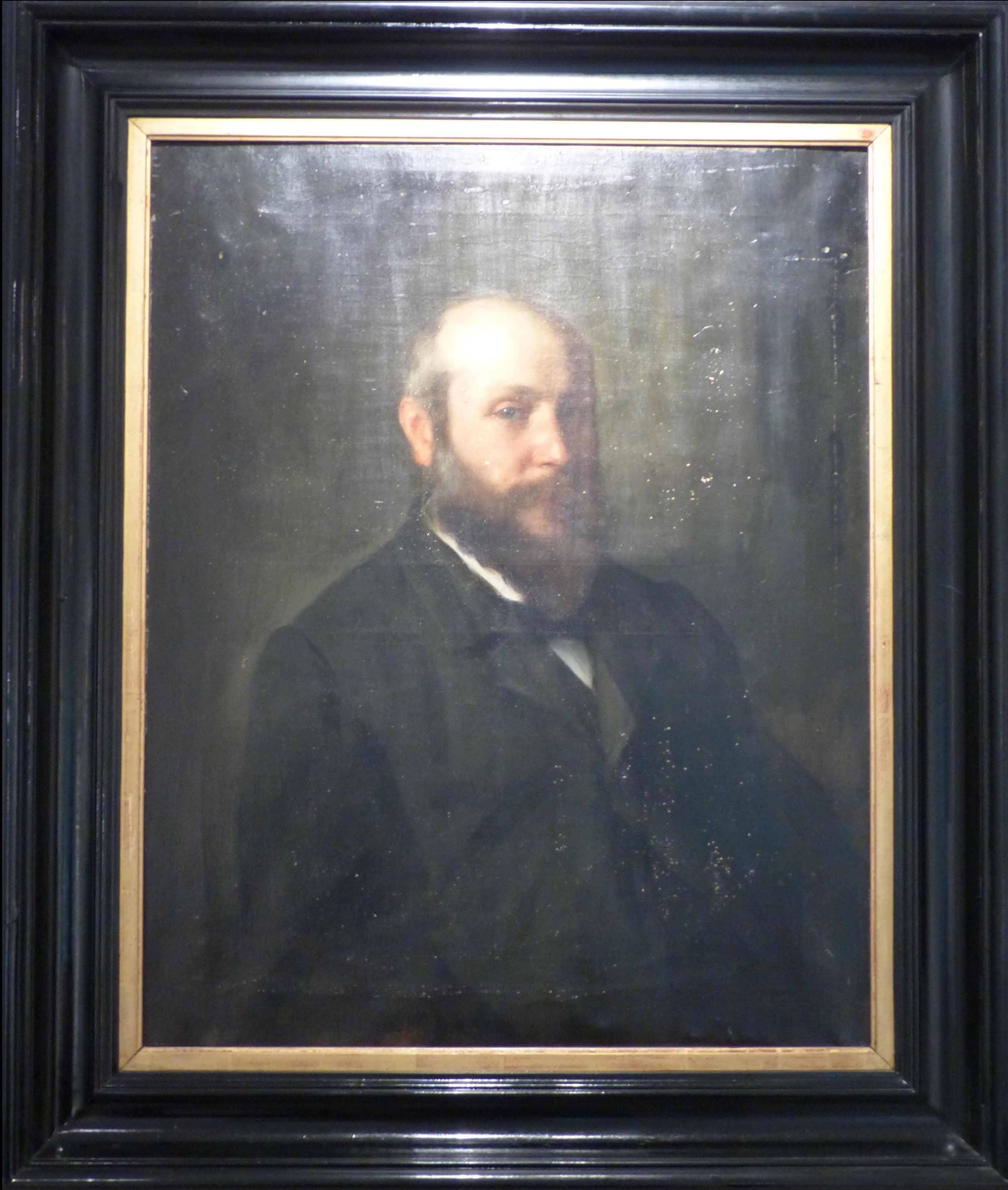
Portrait par Fernand de Launay (1887). Gannat, Musée Yves-Machelon.

Gabriel Delarue appartient à une vieille famille gannatoise. Il est le fils de Louis Charles Auguste Delarue, notaire à Gannat, et de Magdelaine Berger.
Il fait parallèlement des études de médecine et de droit. Il est licencié en droit et docteur en médecine. Il s'établit comme médecin à Gannat.
Profondément républicain, il devient conseiller d'arrondissement en 1886, maire de Gannat en 1888 et conseiller général en 1889. Il est le directeur du journal Le Radical de l'Allier. Il est député de l'Allier de 1893 à 1905, inscrit au groupe de la Gauche radicale.
Comme maire de Gannat, il a laissé sa marque dans la ville : création des écoles (école de garçons, devenue l'école Jean-Jaurès ; école de filles, terminée seulement après sa mort, devenue l'école Pasteur) ; achèvement du champ de foire ; réalisation d'un perré le long de l'Andelot. Il fait édifier un monument aux morts de la guerre de 1870, œuvre du sculpteur Jean Coulon, surmontée d'une lanterne des morts. Il a encouragé le développement local des sociétés mutualistes et des syndicats agricoles.
Gabriel Delarue, célibataire et sans postérité, a fait un legs important à la ville de Gannat : l'actuel jardin public avec le pavillon Delarue, qui accueille des expositions ; des œuvres d'art et du mobilier exposés au musée Yves-Machelon ; un fonds de 2 000 ouvrages conservés à la médiathèque municipale ; ses instruments de musique. À cela s'ajoutaient diverses propriétés. Il dota également l'hôpital et l'orphelinat de Gannat.
L'avenue qui passe devant le jardin public de Gannat porte son nom. Son buste se dresse à l'entrée du jardin ; le monument a été inauguré le 17 octobre 1909 au cours d'une cérémonie présidée par René Renoult, sous-secrétaire d'État aux finances.